# Rezerwat przyrody Nietupa
Rezerwat przyrody Nietupa – rezerwat przyrody położony na terenie gminy Krynki w województwie podlaskim.
- Powierzchnia według aktu powołującego: 273,73 ha[1]
- Rok powstania: 1996
- Rodzaj rezerwatu: faunistyczny
- Cel ochrony: zachowanie ostoi bobra, szeregu gatunków ptaków oraz zachowanie w stanie naturalnym cennych zbiorowisk leśnych, głównie zbiorowisk olsów i lasów mieszanych bagiennych o wysokim stopniu naturalności[1].

Celem utworzenia rezerwatu było zachowanie ze względów naukowych i dydaktycznych ostoi bobra w zabagnionej dolinie rzeki Nietupa, przestrzeni o wartości przyrodniczej, leżącej w bezpośrednim sąsiedztwie Parku Krajobrazowego Puszczy Knyszyńskiej, zagrożonej w związku z prowadzonym procesem inwestycyjnym dotyczącym umiejscowienia tam ferm przemysłowych. Gdy okazało się, że bobry liczniej występują poza rezerwatem niż w jego obrębie, dokonano korekty celu ochrony.